# Евгеньев, Андрей Иванович
Андрей Иванович Евгеньев (Евгениев) (1833, Чернигов — 1890, Санкт-Петербург) — русский композитор, дирижёр, педагог по вокалу.

## Биография
Родился в Чернигове в 1833 году.
В 1849 году окончил Санкт-Петербургское театральное училище по классу пения и игре на духовых инструментах; кроме того, брал уроки по теории музыки у И. К. Гунке и по инструментовке у О. И. Дютша.
После окончания училища был определён кларнетистом в оркестр Императорских театров.
Позже сам преподавал сольное и хоровое пение в институтах и женских гимназиях Петербурга. Неоднократно открывал музыкальные школы или классы сольного и хорового пения в Петербурге (в конце 1860-х и в 1880-х годах), в Харькове (в 1870—1872), в Кронштадте (открыл Бесплатную школу хорового пения в 1873 году).
Занимался хормейстерско-исполнительской деятельностью. С 1849 по 1869 был хормейстером Русской оперной труппы в Санкт-Петербурге.
В 1850—1860 годах преподавал вокал в Санкт-Петербургском театральном училище, в 1863—1864 годах — элементарную теорию музыки в Санкт-Петербургской консерватории, пение в Кронштадтском морском училище (1870-е гг.).
Преподавал также пение в Музыкальной школе В. Н. Воронова (1867–1880-е), в Патриотическом институте (1882—1884).
В 1880—1883 годах был руководителем музыкально-драматического кружка, который в апреле 1883 года осуществил петербургскую премьеру оперы П. И. Чайковского «Евгений Онегин».
А. И. Евгеньев — автор нескольких романсов и многих хоровых сочинений, сочинений для фортепиано, хоровых аранжировок и переложений для фортепиано в 4 руки отрывков (попурри) из опер М. И. Глинки, А. С. Даргомыжского, а также фортепианной школы. Выполнил переложения для пения в сопровождении фортепиано опер «Иван Сусанин» К. А. Кавоса, «Аскольдова могила» А. Н. Верстовского (совм. с О. И. Дютшем), «Юдифь» А. Н. Серова (совм. с Г. О. Дютшем). Был сотрудником издательства Ф. Т. Стелловского.
В 1900-х годах было издано 3 музыкальных сочинения А. И. Евгеньева «Буди милость Твоя, Господи» (для смешанного хора), «Свят Господь Бог наш», «Взыде Бог» (2 последних для женского хора).
Умер 3 (15) августа 1890 года.
Был женат на Елизавете Георгиевне; у них 29 октября 1883 года родился сын Николай.

## Сочинения
- Элементарная школа пения, приспособленная к самоучению. — СПб., 1867
- Заметка о преподавании пения в женских гимназиях // Женское образование. — 1880. — № 10); Русский музыкальный вестник. — 1881. — № 10-11; СПб., 1888.

Педагогические идеи А. И. Евгеньева были отмечены в работе К. Э. Вебера «Краткий очерк современного состояния музыкального образования в России» (М., 1882).